# 24時間テレビ30 愛は地球を救う
『24時間テレビ30 「愛は地球を救う」 人生が変わる瞬間』（24じかんテレビ30「あいはちきゅうをすくう」 じんせいがかわるしゅんかん）は、日本テレビにて2007年8月18日（土曜）18:30 - 8月19日（日曜）20:54（JST）まで生放送された30回目となる『24時間テレビ』である。

## 概要
メインパーソナリティーはタッキー&翼（今井翼・滝沢秀明）が初担当、その一方でサポーター役はこの回から4年間置かなくなる。
チャリティーマラソンランナーは、記念すべき1978年（第1回）から1989年（第12回）までレギュラー出演し、番組初期の顔だった萩本欽一（コント55号）が担当した。

## 出演者

### 総合司会
- 徳光和夫
- 西尾由佳理（日本テレビアナウンサー）

### メインパーソナリティー
- タッキー&翼
  - 滝沢秀明
  - 今井翼

### チャリティーパーソナリティー
- 黒木瞳
- 新庄剛志

### 番組パーソナリティー
- タカアンドトシ（タカ・トシ）

### 番組サポーター
- オリエンタルラジオ（藤森慎吾・中田敦彦）

### チャリティーマラソンランナー
- 萩本欽一（コント55号）

### 陸上十種競技に挑戦
- 間寛平

### 武道館に訪れたゲスト
- 亀梨和也（KAT-TUN）
- 上田竜也（KAT-TUN）
- 田口淳之介（KAT-TUN）
- 中丸雄一（KAT-TUN）
- 押切もえ
- 秋川雅史
- 山本潤子
- 加山雄三
- 谷村新司
- 深田恭子

### ある意味人生が変わった瞬間100連発!!
| - 爆笑問題（田中裕二・太田光） - MC - 中川翔子 - MC - 相澤仁美 - 井森美幸 - 大沢あかね - 金山一彦 - カンニング竹山 - 麒麟（田村裕・川島明） - ケンドーコバヤシ - 小島よしお - 品川庄司（庄司智春・品川祐） - 嶋大輔 - スザンヌ - 髙田延彦 - 武田修宏 - たむらけんじ - チュートリアル（福田充徳・徳井義実） - デーブ・スペクター - 出川哲朗 - 奈美悦子 | - 南海キャンディーズ（しずちゃん・山里亮太） - にしおかすみこ - 西川史子 - 二代目そのまんま東（ゾマホン） - 橋下徹 - バナナマン（日村勇紀・設楽統） - 原口あきまさ - ハリセンボン（箕輪はるか・近藤春菜） - 東原亜希 - 雛形あきこ - ビビる大木 - マリエ - ムーディ勝山 - 森三中（村上知子・黒沢かずこ・大島美幸） - 山中秀樹 - 山本モナ - 若槻千夏 |

### 世界記録に挑戦
- ガレッジセール（ゴリ・川田広樹）
- Mie

### 中継ゲスト
- 長江健次 - マラソンスタート
- 山口良一 - マラソンスタート
- 西山浩司 - マラソンスタート
- 勝俣州和 - マラソンスタート
- 松居直美 - マラソンスタート
- 坂上二郎（コント55号） - マラソンスタート
- 田中聖（KAT-TUN） - 東京ドーム

### 地方局イベント参加
- 角田信朗 - 静岡第一テレビ（SDT）チャリティーパーソナリティー
- くまきりあさ美 - 静岡第一テレビ（SDT）ゲスト
- 川瀬良子 - 静岡第一テレビ（SDT）ゲスト
- ハマカーン（神田伸一郎・浜谷健司） - 静岡第一テレビ（SDT）ゲスト
- 西崎幸広 - 札幌テレビ（STV）
- アップダウン（阿部浩貴・竹森巧） - 札幌テレビ（STV）
- 加藤晴彦 - 中京テレビ（CTV）
- アンジャッシュ（渡部建・児嶋一哉） - 中京テレビ（CTV）
- 水野裕子 - 中京テレビ（CTV）
- 黒谷友香 - 読売テレビ（YTV）
- サバンナ（高橋茂雄・八木真澄） - YTV
- 安倍麻美 - 福岡放送（FBS）

### 日本テレビアナウンサー
- 鈴江奈々 - 欽ちゃん24時間マラソン
- 蛯原哲 - 東京ドーム
- 鈴木健 - 間寛平・陸上十種競技
- 杉上佐智枝 - 間寛平・陸上十種競技

## 企画・コーナー
| 時間         | コーナー名                                                                         |
| ------------ | ---------------------------------------------------------------------------------- |
| 17日 18:30 - | グランドオープニング                                                               |
| 17日 19:32 - | 難病少年とジャイアンツ阿部慎之助〜今夜実現!?約束のホームラン                       |
| 17日 19:50 - |                                                                                    |
| 17日 20:24 - | 短すぎた13歳の命 黒木瞳が涙した絵てがみ                                            |
| 17日 20:51 - | フィギュア安藤美姫 病のピアニストと夢の共演                                        |
| 17日 21:30 - | 24時間テレビスペシャルドラマ『君がくれた夏 〜がんばれば、幸せになれるよ〜』        |
| 17日 23:41 - | ある意味人生が変わった瞬間100連発!!・1部                                           |
| 18日 1:05 -  | スポーツうるぐす&NNNニュース                                                       |
| 18日 1:19 -  | ある意味人生が変わった瞬間100連発!!・2部                                           |
| 18日 5:30 -  |                                                                                    |
| 18日 5:37 -  | ヨネスケの突撃隣の朝ごはん&天気予報                                                |
| 18日 5:45 -  | NNNニュースサンデー（手話）                                                        |
| 18日 5:58 -  | 日本列島 人生が変わる瞬間                                                          |
| 18日 7:14 -  | ガンと闘った息子の730日 24時間ドラマの真実                                         |
| 18日 7:36 -  | その瞬間人生が変わった〜もう一度サッカーがやりたい 脳腫瘍と闘った少年              |
| 18日 8:05 -  | 箱根駅伝でリタイア 11年前・涙のタスキ                                              |
| 18日 8:20 -  | その瞬間人生が変わった〜17歳盲目少年の人生を変えた 坂本九との運命の出会い          |
| 18日 8:46 -  | ルー大柴とトゥギャザー〜もったいない!エコクイズ                                    |
| 18日 8:59 -  | 分離手術から19年…ベトちゃん・ドクちゃんは今…                                       |
| 18日 9:23 -  | つけ麺の元祖・大勝軒〜人生を変えた一杯                                             |
| 18日 9:45 -  | 人類史上最大の謎～ナスカの地上絵は描けるのか?                                      |
| 18日 10:07 - | その瞬間人生が変わった〜米良美一が全てを告白!波乱の人生を支え続けた母              |
| 18日 10:27 - | 大人になるために…水の町に伝わる12mの橋からチャレンジ!                              |
| 18日 10:43 - | 人生が変わる瞬間                                                                   |
| 18日 10:49 - | その瞬間人生が変わった〜森昌子・人生を変えてくれた 2人の“せんせい”欽ちゃん・阿久悠 |
| 18日 11:02 - | 新種の深海魚を捕まえろ!おサカナ少年の深海大作戦                                    |
| 18日 11:17 - | NNNニュースダッシュ                                                                |
| 18日 11:27 - |                                                                                    |
| 18日 11:51 - | その瞬間人生が変わった〜タカトシ大人気の陰に亡きおばあちゃんの愛                   |
| 18日 12:02 - | その瞬間人生が変わった〜車イスの漫画家と献身妻〜動かない脚の代わりに               |
| 18日 12:27 - | “勇気のカタチ”〜私を変えてくれたあなたへ〜欽ちゃんバージョン                       |
| 18日 12:31 - | 車いすの青年が腕の力だけでロッククライミングに挑戦!                                |
| 18日 12:49 - | 音の聞こえない21人の少女たちが奇跡の“千手観音”                                     |
| 18日 13:13 - | 高校生ダンス甲子園                                                                 |
| 18日 13:59 - | 伝説のフラガール 40年ぶりの復活!                                                   |
| 18日 14:31 - | その瞬間人生が変わった〜風見しんご・愛娘の突然の死を乗り越え一歩ずつ前へ…          |
| 18日 15:00 - | 最愛の父を安心させたい!車いすの女子大生が馬術に挑戦                                |
| 18日 15:20 - | 戦争によって引き裂かれた51年間〜ロシアー日本 国境を越えた夫婦愛                    |
| 18日 15:59 - | 東国原知事・苦悩の少年時代～血のつながらない父との絆                               |
| 18日 16:25 - | 笑顔と希望を取り戻せ 新庄剛志とカンボジアの子供たち                                |
| 18日 16:44 - | 24時間テレビ30新テーマ曲                                                           |
| 18日 16:59 - | 欽ちゃんファミリー大集合!欽ちゃんがくれた大切な言葉                                |
| 18日 17:22 - | 笑点                                                                               |
| 18日 17:54 - | その瞬間人生が変わった〜島田紳助の人生を変えた天才漫才師との出会い                 |
| 18日 17:59 - | 欽ちゃんファミリー大集合!欽ちゃんがくれた大切な言葉                                |
| 18日 18:28 - | その瞬間人生が変わった〜故・夏目雅子とドラマ“西遊記”今、明かされる感動秘話         |
| 18日 19:01 - | ヤンキース松井秀喜 障害者野球少年と奇跡の約束                                      |
| 18日 19:32 - | その瞬間人生が変わった〜長嶋茂雄との出会いが徳光和夫の人生を変えた                 |
| 18日 19:58 - | 素顔のZARD・坂井泉水 武道館そして24時間テレビへの思い                              |
| 18日 20:09 - | タッキー&翼 結成秘話                                                               |
| 18日 20:18 - | グランドフィナーレ                                                                 |

## スタッフ
- 構成：桜井慎一、沢口義明　/　秋葉高彰、安達xx、石田賢人、石塚祐介、石原健次、岩瀬理恵子、内海譲司、遠藤佳三、大島新、大谷裕一、大谷洋平、柏木克紀、金沢達也、北川大樹、木南広明、小林清人、小山賢太郎、佐藤かんじ、城啓介、鈴木重夫、武洋行、竹尾明子、田代裕、田中利明、とちぼり元、成瀬正人、新倉イワオ、根本ノンジ、橋本敦司、ヒロハラノブヒコ、藤谷弥生、藤原琢也、松林健、三木睦郎、山西伸彦、横山誠一

日本武道館
- - TD：杉本裕治
  - 音声プラン：川合亮
  - SW：小林宏義、蔦佳樹、木村博靖、望月達史
  - カメラ︰水梨潤、西坂康史、荻野高康、大庭茂嗣、福田伸一郎、門田健、砂走裕一、高野信彦、吉田健治、茅野竜徳、安藤康一、中川昭生、佐藤裕司、工藤恂児、岡田博文、松嶋賢一、鈴木健司、北折雅人、山内剛、木藤和久
  - 音声︰大竹弘一、高木哲郎、村上正、中島和真、藤雅樹、渡邊勇二、林英毅、桑原博之、樋口晋作、中村昌昭、田村真紀、宮坂修、高橋昇
  - 調整︰舘野真也、菅谷典彦、三崎美貴、矢込宏敬、沼田広美、尾山直樹、鈴木昭博、小澤郁彌、石山実、山本英雄
  - 照明：山本智浩、大野精一
  - 美術デザイナー：塚越千恵、熊崎真知子
  - 舞台監督：今野公基
  - 装置︰上山隆、四之宮克成
  - 電飾：岩井直樹
  - アクリル装飾︰棚田瑛葵
  - 装飾︰米山幸市
  - 特殊効果︰栗原寛享
  - メイク：小野かおり
  - モニターSWディレクター：杉本憲隆、野々川義洋、高橋篤史
  - VTR出しディレクター：橋本隆、瀬尾弘
  - TK・DSS：中村ひろ子、井崎綾子、矢島由紀子、桜井えみこ、田中彩、山際慎子、橋本美幸
  - ステージング：土居甫、MIKO
  - オーディオコーディネーター：鳥飼弘昌
  - 編曲：永作幸男、しかたたかし、たかしまあきひこ
  - 演奏：ガッシュアウト、東京音楽事務所
  - 手話コーラス隊：愛の小鳩事業団 手話コーラス部
  - コーラス：日テレ学院 / フィジー、ミュージッククリエイション
  - アシスタント：日本テレビイベントコンパニオン
  - コーラスコーディネーター：国友よしひろ、川原井宏美、青木良英
  - 料理協力：植田淳子
  - コーディネーター：内藤智子、光岡裕子、脇阪真琴、金沢明香、中山未希
  - 出演者フォロー：下田明宏、上田識喜、森実陽三
  - フロアディレクター：舟澤謙二、長谷川賢一、杉岡士朗、氣賀澤宏隆、高橋康之、鈴木豊人、栗原憲也、瓜生健、鈴木淳一、岩崎広樹、岩下英恵
  - ディレクター：徳永清孝、今井大輔、佐々竜太郎、河野雄平、那須太輔

その瞬間(とき)人生が変わった
- - 美術進行：山本澄子
  - ディレクター：福田逸平太、米川昭吾、滝田朋之、川本賢一郎、今野恒、長井香織、小林周一、西山嘉昭、廣田健介、石塚宏充、守屋茂員、磯部修、畑野浩二、当麻康夫、平山建司、藤本直樹、室井章吾、仲川陽介、尾崎啓一郎
  - AP：黒川こず枝、佐々木雅子、平山美由紀、林博史
  - プロデューサー：和田隆、小島俊一、小川潔、神尾育代、道下綾子、天笠ひろ美、金佐智絵、黒木亜紀
  - 演出：鈴木守、鈴木基之

勇気のカタチ〜私を変えてくれたあなたへ～
- - ディレクター：江成真二、鈴木孝弥
  - プロデューサー：加藤晋也、菅原由芳

ガンと闘った息子の730日 24時間ドラマの真実
- - プロデューサー：遠藤英幸
  - ディレクター：磯田修
  - AP：宮﨑順子

24時間チャリティーマラソン
- - TD：黒木貴博、田村好彦、夏越一徳、東條和人、高野隆、石坂忠義、長野正次、各務裕之
  - SW：伊藤英雄、内田幹夫
  - 調整：岡田直紀
  - カメラ：高橋尚志、東武志、清野理、鎌野良茂
  - 音声：吉田航、小境健太郎、高瀬敦也、櫻田勝博、大場悟
  - 照明：小笠原雅登
  - ヘリコプター：岩間知行、高橋航太郎
  - CVセンター：廣木克、伊澤洋介
  - ENG：松丸明夫
  - ドライバー：植草勝英、丸山哲幹、尾崎健一、西山浩史、橋本優介
  - 美術進行：小林正明
  - 美術デザイナー：渡辺俊太
  - 装置：田村佳久
  - 電飾：池田大介
  - メイク：一山あい子
  - マラソンコーディネーター：坂本雄次、村嶋芳樹、中川修一、三笘育
  - コーディネーター：浦川智之、遠山広
  - GPS：前川泰徳
  - 制作進行：石井希和、田口美和子
  - ディレクター：田中裕樹、國谷茉莉、高野透矢、閑和明、石野浩史、戸高克仁
  - プロデューサー：川邊哲也、阿河朋子、小川明人
  - プロデューサー・演出：岩佐直樹
  - 監修：大澤雅彦

欽ちゃんファミリー大集合!欽ちゃんがくれた大切な言葉
- - カメラ：檀亮
  - VE：宮下由子
  - 照明：尾山隆之
  - AP：西沙織、松岡満枝
  - 演出：川平秀二
  - ディレクター：大楽和也
  - プロデューサー：福島ツトム、荻原伸之

「新種の深海魚を捕まえたい!」おサカナ少年の深海大作戦
- - ディレクター：瀬戸口晃
  - AP：青木かおる
  - 技術協力：静岡第一テレビ
  - 協力：東海大学海洋学部、独立行政法人海洋研究開発機構、エプソン品川アクアスタジアム
  - プロデューサー：環真吾、さとうしゅう
  - 演出：中谷聡

スポーツ記録に挑戦
- - 演出：熊谷暁夫
  - ディレクター：道坂忠久
  - プロデューサー：伊東修

～鉄人 間寛平 陸上十種競技日本記録に挑戦～
- - 中継TP：平間良一
  - 中継TD：高橋一徳、鈴木康夫
  - SW：金内健
  - カメラ：勝俣修
  - 音声：丹野建治
  - 調整：田上隆之
  - 照明：内藤晋、岡山貞次
  - モニター：加藤正敏
  - CG：堀江隆臣、荒木陽太
  - カート：金子雪生
  - 美術プロデューサー：大川明子
  - 装置：赤木直樹
  - メイク：伊藤麻衣子
  - 協力：平成国際大学、SEIKO
  - 制作進行：後藤範之
  - ディレクター：藤田飛鳥
  - 中継ディレクター：稲垣眞一、中村富美
  - 演出：長谷川孝
  - プロデューサー：栄永英幸

～スポーツ世界記録に挑戦～
- - 中継TD：加藤浩、高野雅彦、石渡裕二
  - 音声：梅沢一樹、関谷明大
  - 調整：西村幸朗
  - クレーン：木下久男
  - モニター：吉邑光司
  - 照明：高橋明宏
  - CG：齊藤久志
  - 美術デザイナー：渡辺俊太、本田恵子
  - 装置：泉慎一
  - 特機：水原則之
  - 電飾：磯野公章
  - メイク：糟谷美紀
  - 協力：ミズノ株式会社
  - 制作進行：柏木美宏、古城戸利香
  - ディレクター：松居哲郎、吉村真人、西村明浩、藤原美香
  - 中継ディレクター：長島武郎、佐々木聡史
  - プロデューサー：池上昌志

～本社S3サブ～
- - SW：滝沢壮治
  - 音声：中村一男
  - 調整：佐藤満
  - CG：窪川直毅
  - TK：石島加奈子、林恵潤佳
  - ディレクター：濱崎泰彦、紀内良彦、藤木一葉

～本社S4サブ～
- - SW：遠藤裕二
  - 音声：三石敏生
  - TK：坂本幸子
  - 調整：八木一夫、佐藤大心

スポーツうるぐす
- - ディレクター：津郷大吾、渡瀬慶吾、池本昌史

ある意味人生が変わった瞬間100連発
- - SW：高梨正利
  - カメラ：山田祐一
  - 音声：大島康彦
  - 調整：山口考志
  - 照明：名取孝昌
  - 音効：森山顕仁、岡田淳一
  - 美術プロデューサー：松崎純一
  - 美術デザイナー：小林俊輔
  - 装置：三宅春彦
  - 装飾：高橋吉彦
  - 電飾：二階堂哲也
  - 特殊効果：内山栄一
  - 持ち道具：柳下晃一
  - メイク：村上静子
  - TK：大岡伸江
  - AP：所俊輔、山下仁志
  - ディレクター：和田英智、中本訓彦、松木大輔、赤坂真一、陣川友裕、綿部裕基、鈴木麻美、武田治、小嶋智仁
  - 演出：上利竜太
  - プロデューサー：小塩佳宏

車いすの青年が腕の力だけでロッククライミングに挑戦!
- - TD：保刈寛之
  - SW：村田陸彦
  - カメラ：岩倉康宏
  - 音声：辻直哉
  - 調整：川村雄一
  - マイクロ：倉島三雄
  - クレーン：原隆
  - 協力：Run2 Active Support、アクセスインターナショナル、山岳会グループ・ド・モレーヌ、日本フリークライミング協会、東京都多摩障害者スポーツセンター、ながのフィルムコミッション、北信森林管理署、宗教法人大峯山霊山寺、長野舞台、映像技術
  - 指導：マーク・ウェルマン、玉井宗正、風間毅
  - トレーナー：三井利仁、隅本彰一
  - 進行：米澤敏克、味岡晃司
  - 車両：石渡有貴
  - AP：石川京子、田代栄治、岡野芳子
  - ディレクター：中澤洋貴、長瀬久司、笠原保志、真木健一郎、本間千映子、高畑伸彦、平野真一、高宮恵蔵、木下昌洋
  - プロデューサー：中西健、竹村薫

元気が出るテレビの人気企画が復活!高校生ダンス甲子園
- - 制作進行：平野綾音
  - AP：高橋葉子
  - ディレクター：佐藤丁丈
  - 演出：武石政人、古賀謙一
  - プロデューサー：矢追孝男、錦信次、牛丸謙壱

伝説のフラガール 40年ぶりの復活!
- - ディレクター：小林未知、小林正樹
  - AP：村松もも世
  - 協力：常盤興産株式会社、スパリゾートハワイアンズ
  - プロデューサー：矢野尚子

人生を変えた写真で作る!巨大モザイクアート
- - アートプロデューサー：黒木遠志
  - アートディレクター：藤井彩人
  - CGクリエイター：古川滋彦、石渡英明
  - ディレクター：橋本和明、小元肇、下山貴了
  - プロデューサー：大越理央、藤井秀人

日本列島ダーツの旅的 全国1億人インタビュー”人生が変わったときは”
- - ディレクター：小松原正勝、田辺繁郎、元木秀和、成家理恵、清田知宏、森田隆行、永井ひとみ、須藤大介
  - プロデューサー：面髙直子、江尻直孝

大人になるために…水の町に伝わる12m飛び込み!
- - 演出：小峰潔貴
  - ディレクター：大輪和孝
  - AP：白石綾子
  - プロデューサー：遠藤正累、須田薫之

最愛の父へ!!車いすの女子大生が馬術に初挑戦
- - TD：正井祥二郎
  - SW：山根寿彦
  - カメラ：八木原輝
  - VE：小沢俊博
  - MIX：木村宏志
  - 装置：岩野健一
  - メイク：盛田菜生
  - 撮影：奥村誠久、西村陽一郎
  - 編集：杉本佳子
  - ディレクター：吉無田剛、橋本敦、荻野陽介
  - 演出：岡野敬介
  - 制作進行：渡邉あゆみ
  - プロデューサー：北川俊介、藤原重孝、仁平円

分離手術から19年…ベトちゃん・ドクちゃんは今…
- - カメラ：三浦貴弘
  - VE：高橋大輔
  - 編集：日詰しのぶ
  - MA：菊地一之
  - 音効：吉田比呂樹
  - コーディネート：若山和幸
  - ディレクター：野村正人
  - プロデューサー：高島良子

車イスの漫画家と献身妻〜動かない脚の代わりに…～
- - カメラ：杉中敏行
  - VE：辻佳大
  - 照明：斉藤直樹
  - ディレクター：川端鉄也

つけ麺の元祖・大勝軒〜人生を変えた一杯
- - ディレクター：宮森宏樹、谷口欽也
  - プロデューサー：関巧、谷田健

箱根駅伝11年前の忘れ物 つなげなかったタスキ
- - 演出：布川英樹
  - 技術：can
  - 音効：高取謙

島田紳助の人生を変えたある漫才師との出会い
- - カメラ：杉山悟
  - VE：鴨川亮介
  - ディレクター：阿部高

ヤンキース松井秀喜 障害者野球少年と奇跡の約束
- - 協力：ニューヨークヤンキース
  - ディレクター：川崎文平、大原正也

フィギュア安藤美姫 病のピアニストと夢の共演
- - カメラ：久保田雅文
  - 音効：今野直秀
  - 装置：柴田章利
  - 演出：守下雅也
  - プロデューサー：岩崎泰治、小幡英司、菅沼和美

笑顔と希望を取り戻せ 新庄剛志とカンボジアの子供たち
- - カメラ：米沢充
  - VE：飯岡安次郎
  - 音効：加藤つよし
  - プロデューサー：髙松明央
  - AP：柏俣絵里子

短すぎた13歳の命 黒木瞳が涙した絵てがみ
- - ディレクター：小林周一、谷中憲
  - AP：橋本孔一
  - プロデューサー：上原敏明

史上最大の謎に挑戦!～ナスカの地上絵って僕にも描けるの?
- - カメラ：小泉明浩
  - 音声：佐々野昌樹
  - コーディネート：西河竜夫
  - ディレクター：相田貴史
  - AP：川嶋典子
  - プロデューサー：加藤幸二郎

音の聞こえない21人の少女たちが奇跡の“千手観音”
- - 演出：河原剛
  - ディレクター：鈴木伸行
  - コーディネーター：張志凡
  - 協力：中華人民共和国駐日本国大使館、JChere、シボンエンタープライズ
  - プロデューサー：渡辺満子、関根聖一郎

ルー大柴とトゥギャザーもったいない! エコクイズ
- - ディレクター：満冨洋隆、飯塚佳子、大石正通

チャリティー笑点
- - SW：宮崎和久
  - カメラ：田代義昭
  - 音声：酒井孝
  - 調整：笈川太
  - 照明：蜂谷道雄
  - 美術デザイナー：磯村英俊
  - 装置：峰崎俊輔
  - 装飾：丸山善之
  - 衣装：佐々木皖子
  - メイク：外山奈津子
  - ディレクター：鬼頭直孝、永井英樹、大畑仁
  - プロデューサー：鈴木雅人、飯田達哉

日産本社ギャラリー C-CAMP2007
- - 特別協賛：日産自動車
  - TD：萩野谷直樹
  - SW：関口文雄
  - カメラ：富岡三隆
  - MIX：南雲長忠
  - VE：今井研
  - 照明：小川勉
  - ディレクター：服部完英、小田玲奈、鈴木信
  - プロデューサー：荻野健、河村奈美、菊岡郁枝

告知・PR
- - ディレクター：内田秀美、清水竜史、鈴木潤一郎、益田公平、益子さおり、岸田直子
  - プロデューサー：正森和郎
  - AP：小柳美奈子、佐野優子

OAダイジェスト
- - ディレクター：廣瀬由紀子

デジタルコンテンツ
- - 制作統括：斎藤政憲
  - ディレクター：若園基寛

〔ホームページ〕
- - プロデューサー：今倉一正
  - ディレクター：奥山覚、佐藤純一
  - 技術：市川雄一

〔第2日本テレビ(VOD)〕
- - プロデューサー：久保真一郎
  - 演出：土屋敏男
  - ディレクター：大澤裕二、北條暁子、堂園祐子

〔携帯サイト・ケータイチャリティー〕
- - プロデューサー：太田正仁
  - ディレクター：皆川陽介、松枝和哉

〔データ放送〕
- - プロデューサー：加藤友規
  - ディレクター：崎田浩介、安部陽介
  - 技術：中曽根貴良
  - デザイナー：下迫直樹

FAX
- - ディレクター：藤村利晴、吉田一浩、佐藤祐史、下田和則、根岸秀明、小笠原豪、芝崎孝雄、小野日出紀
  - プロデューサー：森下泰男、斎藤みさ子
  - AP：武政美紀
  - 演出：小江翼
- 技術統括：古川誠一
- 美術統括：中原晃一
- マイクロプラン：神田洋介、山本聡一
- 音楽効果：小川彦一、村上義行、吉田茂、金沢裕一、宮川素子、中野瞬
- VTR︰三村浩一、大山香奈
- SDC・SOC︰大槻善洋、望月貢、當山俊一郎、斉藤貴春、吉崎修
- CVセンター︰田中正行、台丸谷江利子、林和寛、安藤茂之
- マスター︰赤池貞仁、平野実、岡崎邦章、原千尋、田中秀和、滝口智子
- 放送進行：鈴木啓祐、戸田聖一郎、高橋めぐみ、樋口桃子
- 回線ブッキング：川又志津、田松健司
- 電話回線設備︰山崎行雄、高谷健夫、浅川彦四郎、近藤鉄夫、佐々木正
- CGデザイン：堀江隆臣、高坂敬、山岸龍、五十嵐順人、安田朝実、水落功真
- テロップセンター︰日高義章、鈴木孝志、毛利憲正、池田彬
- 広報：柳沢典子、高松美緒
- 編成：中川学、鯉淵友康
- 営業：中西太、阿部真一郎
- CM進行：西田隆之、井口明生、関谷美帆
- リサーチ：明田有紀子、犬山智香子、蛯名真起子、神谷直樹、河原祐介、高木洋志、高野雄宇、高橋勝喜、田中亮史、羽柴千晶、福井雄太、前田菜苗、宮内智弘、安田聡太
- 技術協力：NiTRO
- 美術協力：日テレアート

ネット企画
- - 演出：上野真二

〈札幌テレビ〉
- - ディレクター：大阪しの
  - 編集：前田圭

〈中京テレビ〉
- - ディレクター：松下昌興、飯島正美

〈広島テレビ〉
- - ディレクター：山口真司
  - 技術：加藤雅也

〈沖縄テレビ〉
- - ディレクター：喜友名盛仁、饒平名睦美
- 制作協力：IVSテレビ制作、アガサス、AX-ON、アバンズゲート、安寿、いまじん、えすと、ncv、オフィスKR、オンリー・ワン、Casting Boat、極東電視台、コスモ・スペース、ザ・ワークス、ジーヤマ、ジーワン、シオン、ジッピー・プロダクション、創輝、テレビマンユニオン、東阪企画、日企、日テレイベンツ、日活、パンドラ、フォーミュレーション、フォルミカ、ブームアップ、ブロンコス、マイ・プラン、メディアオーパス、モスキート、モリゴ、ユニオン映画、ランナーズ・ウェルネス、ルーカス、ロール・ワン
- チャリTシャツデザイン協力：NIGO®（A BATHING APE®）
- 「24時間テレビ」チャリティー委員会事務局：神成尚亮(事務局長) / 下長根春樹、伊藤喜三郎、広沢みどり、中島尚子、野村洋二、橋本美紀 / 全国のボランティアの皆さん、ボランティア東京委員会、草の根チャリティーネットワーク
- 警備本部：小松伸夫、安齋健一郎、新開宏、高島修 / 奴賀正美、菅家俊久

S1サブ放送本部
- - TD：土屋隆
  - 音声プラン：大越克人
  - 調整：三山隆浩、田口徹、塩原和益、斎藤孝行
  - 音声︰大浦政宣、清水秀明、原秀彰、木本文子、白水英国、鈴木詳司、勝又理行、今村公威、笹川秀男
  - SW：村松明、加賀屋博史、高田憲一、岩本茂
  - TK・DSS：居波初子、山沢啓子、鈴木リサ、長坂真由美、田中あや、竹島祐子、山下裕子、丸山茜、山岸由佳
  - UVコーディネーション：田中真二、鈴木利夫、本田秀次、横山長生、海老原章、箙英明、平田好治、隂山昇生、中山崇
  - マルチSW：望月利晋、菊地茂広、石塚哲郎
  - 技術コーディネート：安彦真利江、藤澤季世子、上田知洋
  - ディレクター：伴在正行、大野聰介、小野隆史、横山剛輔、池谷賢志
- 制作進行：川上トリオ、小松正樹、野本亜希子、松田敦子、松原由希香 / 東原祐子、斉藤寿
- 監修：五味一男
- プロデューサー：糸井聖一 / 東山将之、藤井淳、南波昌人、川邊昭宏、田中宏史、松本京子
- 演出：福士睦
- S1サブ演出：三觜雅人、納富隆治、古立善之
- 制作：城朋子、丸山公夫、小杉善信
- 日本武道館演出：原司
- 総合演出：髙橋利之
- チーフプロデューサー：松岡至
- 制作指揮：渡辺弘
- 製作著作：日本テレビ